# Метали платинової групи Сполучених Штатів Америки
Метали платинової групи (МПГ) Сполучених Штатів Америки

## Поклади МПГ вСША
За підтвердженими запасами МПГ США займають 5-у позицію у світі (після ПАР, Росії, Зімбабве і Канади, 1999). За прогнозними ресурсами МПГ США займає 2-е місце у світі – 9-10 тис.т (після ПАР – 15-25 тис.т; у світі разом – 40-60 тис.т, 2000). Запаси платинових руд укладені в осн. в мідних рудах родов. зах. штатів, незначна к-ть – в розсипних родов Аляски.
Найбільші родовища платиноїдів США - Стіллуотер (власник - компанія Stillwater Mining) розташоване в шт. Монтана, поблизу його південного кордону та Іст-Боулдер - за 21 км північно-західніше від нього. Обидва родовища приурочені до південно-західного борту розшарованого лополіту основних-ультраосновних порід Стіллуотер. Вік порід, що складають лополіт, 2.7 млрд років. Підошва його залягає субгоризонтально на ранньоархейських гнейсах і гранітоїдах. Лополіт має потужність 6-8 км і складений трьома серіями мафіт-ультрамафітових порід. У основі нижньої серії залягає горизонт норитів (потужністю 150 м) з прошарками бронзититів; вище залягають ультраосновні г.п. - гарцбургіти, бронзитити, перидотити і інш., що перешаровуються, з підлеглими шарами норитів. У низах середньої серії знаходиться потужний (до 800 м) горизонт норитів, в середній її частині - шар габро (300-600 м), у верхах - потужний (1100-1500 м) горизонт анортозитів і підлеглих їм троктолітів та габро. Верхня серія лополіту (400-1100 м) майже повністю складається з габро. У норитах нижнього горизонту середньої серії розташовується шар (або риф) J-M. Вміст МПГ в ньому 15-120 г/т. На порядок менші концентрації платиноїдів виявлені також в норитах підошви лополіту, у малопотужних прошарках хромітиту, а також в окремих збагачених хромітом ділянках тіл олівинових бронзититів. Продуктивний риф J-M простежується за простяганням на 45 км, за падінням   максимально на 6.5 км. Середня потужність рифу - близько 2.4 м, середній вміст МПГ - 21.8 г/т [Engineering and Mining Journal. 2001. V.202, № 6].
На 1999 р підтверджені запаси родовища Стіллуотер категорії proven становили 1.764 млн т руди з сумарним вмістом платини і паладію 23.0 г/т,  категорії probable - 21.216 млн т із вмістом платини і паладію 22.1 г/т; загальні підтверджені запаси платини і паладію - 509.5 т. Відношення паладію до платини в рудах з середнім вмістом платиноїдів 22.1 г/т становить 3.3 : 1.
На родовищі Іст-Боулдер (відрізок рифу J-M протяжністю близько 4 км в інтервалі глибин 500-600 м) на 1999 р підтверджені запаси руди категорії probable - 13.313 млн т з сумарним вмістом платини і паладію 22.1 г/т,  або 294.2 т цих металів [Stillwater Mining Co. 1999 Annual Report. J-M Reef Reserves http://www.stillwatermining.com/ar99_JMReef.pdf%5Bнедоступне+посилання+з+квітня+2019%5D. 2000].
Підтверджені запаси платини і паладію обох родовищ становлять 803.7 т, з них паладію 616.8 т, платини - 186.9 т. Виявлені ресурси платиноїдів (з передбачуваними запасами) оцінені компанією Stillwater Mining в 854 т, а прогнозні ресурси - в 7 тис. т [Engineering and Mining Journal. 2001. V.202, № 3]. За інш. оцінками (Д.А.Додін і інш.) прогнозні ресурси МПГ в масиві Стіллуотер складають не менше за 30 тис. т.

## Видобуток і переробка платиноїдів вСША
За оцінкою Геологічної служби США в 2000 р. (в дужках дані за 1999 р.) в США видобуто 3(2,9)т Pt (4-е місце після ПАР, Росії та Канади), у світі - 161(168) т Pt. За іншими даними [Mining Eng. (USA). - 2001. - 53, № 5. - Р. 37-38] видобуток платиноїдів у США у 2000 р. становив: Pt – 3; Pd – 10 т. Платиноїди вилучають г.ч. попутно в невеликому обсязі при рафінуванні міді.
Осн. джерело отримання цих металів – запаси, укладені в мідних родов. зах. штатів; незначна к-ть добувається з розсипів Аляски.
Загалом США з пуском підприємства Іст-Боулдер займають з виробництва платиноїдів 4-е місце у світі (після ПАР, Росії і Канади). На початку XXI ст. на платино-паладієвих родов в комплексі Стіллуотер (шт. Монтана) розробляються г.ч. ділянки з 23-25 г/т платиноїдів. Середній вміст попутного нікелю — 0,24 %, міді — 0,14 %. Риф J-M розробляється рудником Стіллуотер підземним способом.
Компанія Stillwater Mining завершує будівництво підземного рудника Іст-Боулдер. У 2000 р. з руд родов. Стіллуотер отримано 10,3 т паладію і 3,1 т платини (всього 13,4 т проти 12,7 т в 1999 р). Відпрацьовувався інтервал продуктивного рифу протяжністю майже 8 км. У 2001-2002 рр., після введення в експлуатацію рудника Іст-Боулдер, видобуток руди досягає 1400-1500 тис. т на рік, а виробництво МПГ - 31 т. До 2003-2004 рр. планується підняти випуск платиноїдів до 40 т [Mining Magazine. 1999. V.181, № 5.].
У США розвинуте повторне виробництво платини і паладію (бл. 70% усього їх випуску в західному світі), яким займаються 30 фірм. США – великий імпортер металів платинової групи (бл. 100 т щорічно в кінці ХХ ст.). Осн. постачальники його на амер. ринок: ПАР, Велика Британія.